# Liste des otages du Hezbollah au Liban
Entre 1985 et 1991, le Hezbollah est accusé d'avoir pris en otage de nombreux « Occidentaux » au Liban. Voici une liste établie par Culture & Conflits. La participation du Hezbollah à l'enlèvement de certains otages n'est pas toujours avérée. Les otages n'étant ressortissants ni d'Europe ni d'Amérique du Nord ne sont pas comptabilisés.

## 1984
- Cristian Joubert (France) : chef de chantier pour le compte de l'entreprise Bornhauser-Molinari, enlevé le 15 février 1984 et libéré le 15 avril 1984. Il n'a pas bénéficié de la reconnaissance du statut d'otage.

## 1985
- Terry Anderson (États-Unis) : directeur général de l'agence de presse américaine Associated Press, enlevé le 16 mars 1985 et libéré le 4 décembre 1991.
- Marcel Fontaine et Marcel Carton (France) : diplomates, enlevés le 22 mars 1985, libérés le 4 mai 1988 (Voir affaire des otages du Liban).
- Gilles Sidney Peyroles (France) : directeur du centre culturel français de Tripoli (nord du Liban), enlevé le 23 mars 1985 et libéré le 2 avril 1985.
- Michel Seurat et Jean-Paul Kauffmann (France) : respectivement, chercheur au CNRS et journaliste à L'Événement du jeudi enlevés le 22 mai 1985. Michel Seurat décède au cours de sa détention, Jean-Paul Kauffmann est libéré le 4 mai 1988[1],[2]
- Thomas Sutherland (États-Unis) : doyen de la faculté d'agronomie de l'Université américaine de Beyrouth, enlevé le 9 juin 1985 et libéré le 18 novembre 1991.
- Alberto Molinari (Italie) : cadre commercial, enlevé le 11 septembre 1985 et disparu.

## 1986
- Philippe Rochot, Georges Hansen, Aurel Cornéa et Jean-Louis Normandin (France) : journalistes à Antenne 2, enlevés le 8 mars 1986 et libérés respectivement, pour les deux premiers otages, le 20 juin 1986, puis le 24 décembre 1986 et le 27 novembre 1987.
- Frank-Herbert Reed (États-Unis) : directeur de la Lebanese International School (LIS), enlevé le 9 septembre 1986 et libéré le 20 avril 1990.
- Joseph Cicippio (États-Unis) : comptable de l'université américaine de Beyrouth (AUB), enlevé le 12 septembre 1986 et libéré le 2 décembre 1991.
- Edward Tracy (États-Unis) : écrivain, enlevé le 21 octobre 1986 et libéré le 11 août 1991.

## 1987
- Roger Auque (France) : journaliste, enlevé le 13 janvier 1987 et libéré le 27 novembre 1987.
- Rudolf Cordes (RFA) : cadre commercial du groupe chimique Hoechst, enlevé le 17 janvier 1987 et libéré le 12 septembre 1988.
- Alfred Schmidt (RFA) : technicien de la firme Siemens, enlevé le 20 janvier 1987 et libéré le 7 septembre 1987.
- Terry Waite (en) (Royaume-Uni) : envoyé spécial de l'archevêque de Canterbury et principal médiateur dans l'affaire des otages occidentaux, enlevé le 20 janvier 1987 et libéré le 18 novembre 1991.
- Jesse Turner, Alan Steen et Robert Polhill (États-Unis) : enseignants du Beirut University College (BUC), enlevés le 24 janvier 1987 et libérés, respectivement, le octobre 1991, le 3 décembre 1991 et au printemps 1990.

## 1988
- William Higgins (États-Unis) : commandant en chef adjoint de l'Organisme des Nations unies chargé de la surveillance de la trêve (ONUST), enlevé le 17 février et exécuté.

## 1989
- Jack Mann (Royaume-Uni) : ancien pilote de la Royal Air Force, enlevé le 12 mai 1989 et libéré le 24 septembre 1991.
- Petra Schnitzler, Heinrich Strübig et Markus Quint (RFA) : membres de l'association humanitaire Asme Humanitas, enlevés le 4 mai 1989 et libérés, respectivement le 5 mai 1989 et le 14 mai 1989, pour le dernier.
- Heinrich Strübig et Thomas Kemptner (RFA) : membres de Asme Humanitas, enlevés le 16 mai 1989.
- Emmanuel Christen et Elio Erriquez (Suisse) : membres du CICR. Enlevés le 6 octobre 1989 et libérés le 8 et 13 août 1990.

## Otages occidentaux disparus et assassinés
- Nicolas Kluiters : jésuite néerlandais, curé de paroisse, kidnappé et assassiné à Nabha (14 mars 1985).
- Dennis Hill, universitaire britannique, assassiné le 29 mai 1985.
- Arkadi Katkov, diplomate soviétique, assassiné le 2 octobre 1985.
- William Buckley : troisième secrétaire de l'ambassade des États-Unis à Beyrouth, mort annoncée par ses ravisseurs le 4 octobre 1985.
- Leigh Douglas et Philip Patfeld : enseignants britanniques, retrouvés assassinés le 17 avril 1986.
- Peter Kilburn : universitaire américain, retrouvé assassiné le 17 avril 1986.
- Alec Collett : journaliste britannique et fonctionnaire de l'Office de secours et de travaux des Nations unies pour les réfugiés de Palestine dans le Proche-Orient, mort annoncée par ses ravisseurs le 17 avril 1986, et dont la dépouille a finalement été retrouvée en 2009.
- Michel Seurat : chercheur français du CNRS, mort annoncée par ses ravisseurs, qui l'auraient tué, début mars 1986. Marie Seurat écrit, dans son ouvrage Les Corbeaux d'Alep, qu'il serait décédé au cours de sa détention, fin 1985.
- Alberto Molinari : cadre commercial italien.
- Lt-Colonel William Higgins.